# Rio Boghea
O Rio Boghea é um rio da Romênia afluente do Rio Balciu, localizado no distrito de Iaşi.